# U-1059
O Unterseeboot 1059 foi um submarino alemão da classe Tipo VIIF que serviu na Kriegsmarine durante a Segunda Guerra Mundial. 
O submarino foi afundado em 19 de março de 1944 a sudoeste do arquipélago de Cabo Verde por cargas de profundidade.
O U-1059 esteve 44 dias em operações e participou de uma patrulha, não afundou ou danificou navios das forças Aliadas.